# Louisville River Frogs
Die Louisville River Frogs waren eine US-amerikanische Eishockeymannschaft aus Louisville, Kentucky. Das Team spielte von 1995 bis 1998 in der East Coast Hockey League.

## Geschichte
Die Louisville River Frogs wurden 1995 als Franchise der East Coast Hockey League gegründet. In ihrer Premieren-Spielzeit erreichte die Mannschaft in der Saison 1995/96 nach einem dritten Platz in der North Division auf Anhieb die Playoffs um den Kelly Cup, in der sie jedoch den South Carolina Stingrays bereits in der ersten Runde in der Best-of-Five-Serie mit einem Sweep unterlagen. In den folgenden beiden Jahren verpassten die River Frogs jeweils die Playoffs, so dass sie 1998 nach Miami, Florida, umgesiedelt wurden, wo sie ein Jahr lang unter dem Namen Miami Matadors am Spielbetrieb der ECHL teilnahmen.  

## Saisonstatistik
Abkürzungen: GP = Spiele, W = Siege, L = Niederlagen, T = Unentschieden, OTL = Niederlagen nach Overtime SOL = Niederlagen nach Shootout, Pts = Punkte, GF = Erzielte Tore, GA = Gegentore, PIM = Strafminuten
| Saison  | GP | W  | L  | T | OTL | SOL | Pts | GF  | GA  | Platz         | Playoffs                       |
| 1995/96 | 70 | 39 | 24 | — | —   | 7   | 85  | 266 | 237 | 3., North     | Niederlage in der ersten Runde |
| 1996/97 | 70 | 29 | 31 | — | —   | 10  | 68  | 234 | 290 | 7., North     | nicht qualifiziert             |
| 1997/98 | 70 | 32 | 31 | — | —   | 7   | 71  | 228 | 257 | 6., Northwest | nicht qualifiziert             |

## Team-Rekorde

### Karriererekorde
Spiele: 182  Sheldon Gorski
Tore: 105  Sheldon Gorski
Assists: 82  Sheldon Gorski
Punkte: 187   Sheldon Gorski
Strafminuten: 629  Chris Rowland

## Bekannte Spieler
- Peter Roed